# Cyphanthera scabrella
Cyphanthera scabrella är en potatisväxtart som först beskrevs av George Bentham, och fick sitt nu gällande namn av John Miers. Cyphanthera scabrella ingår i släktet Cyphanthera, och familjen potatisväxter. Inga underarter finns listade i Catalogue of Life.